# Экспедиция Гленна — Фаулера
Экспедиция Гленна — Фаулера (англ. Glenn–Fowler expedition) — дипломатическая и торговая миссия, организованная американцами Хью Гленном и Джейкобом Фаулером для изучения возможности налаживания торговых связей и проведения торгового пути между США и испанскими поселениями в северной части Новой Испании. К тому времени, как экспедиция добралась к своей цели, закончилась война, и испанские колонии в Северной Америке обрели независимость под именем Мексиканской империи, поэтому торговые отношения были налажены уже с представителями мексиканских властей. В июне 1822 года экспедиция успешно вернулась на родину, доказав, что торговля с провинцией Санта-Фе в Новой Мексике возможна. Маршрут этого путешествия детально описан в дневнике Джейкоба Фаулера. Наряду с маршрутом более ранней экспедицией Уильяма Бекнелла, он послужил для прокладки тропы Санта-Фе. Экспедиция Гленна и Фаулера было первым задокументированным появлением англо-американцев в регионе Пуэбло.

## Предыстория

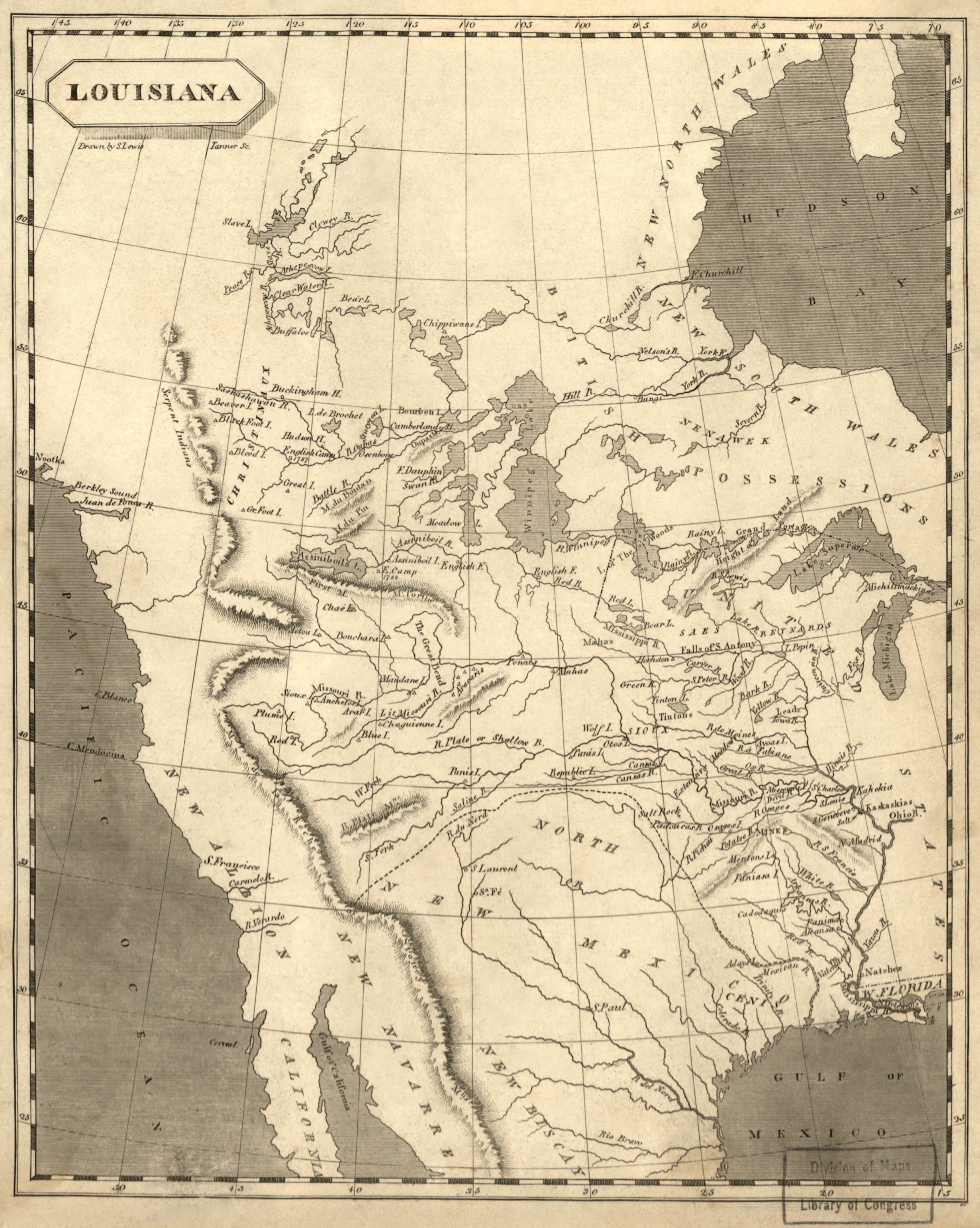
Карта Луизианы. 1804 год

Испанские колонии в Америке были очень богатыми благодаря добыче серебра. Имея значительный сырьевой ресурс они испытывали недостаток в потребительских товарах. Товары эти импортировались из Европы, позднее США и продавались, разумеется, с очень большой наценкой.
В XVIII веке торговля с испанской Америкой имела большое значение для британских колоний и США потому, что у американцев не было своей монеты: золото ещё не нашли, также не было серебра, меди. Поэтому единственным способом получить валюту была торговля с испанскими колониями, где было большое количество серебряных монет. В XVIII веке на Ямайке, Барбадосе, в Южной Каролине, Нью-Йорке или Массачусетсе, монетой, которой можно было расплатиться на рынке, был испанский песо. Поэтому американцы считали необходимым максимально расширить торговлю с испанской Америкой. 27 октября 1795 года, американские граждане получали право экспортной торговли через порт Нового Орлеана находящегося в то время под контролем испанцев.
К 1803 году США и Испанская империя не имели сухопутной границы так как между ними была расположена французская колония Луизиана. Французы в свою очередь также пытались наладить экономические отношения с испанскими колониями.
В 1719 году французские власти поручили капитану колониальных регулярных войск Клоду Шарлю Дю Тисну проложить из Луизианы торговый маршрут с испанской провинцией Санта-Фе. Эта первая экспедиция, начавшаяся в Каскаскии, в современном штате Иллинойс, потерпела неудачу, так как была остановлена враждебными индейскими племенами на территории нынешнего Канзаса. Затем французские торговцы Пьер Антуан и Поль Малле совершили первое успешное путешествие в 1739—1740 годах, начав также из Каскаскии, достиг Санта-Фе и вернулись обратно. Они совершили другие экспедиции в 1741 и 1750 годах, столкнувшись с различными проблемами со стороны индейцев и испанцев. Затем французский исследователь Пьер Виаль совершил ещё одно путешествие по маршруту в 1792 году, после чего французские торговцы и звероловы из Сент-Луиса постепенно завоевали господство в торговле мехом у испанцев индейских племен в Санта-Фе.
В результате Луизианской покупки США вновь получило возможность напрямую торговать с Испанской империей по суше. Для этого нужно было проложить сухопутный торговый путь через малозаселенные, труднопроходимые территории с враждебно настроенным индейским населением. Несколько экспедиций организованные американцами в начале XIX века по разным причинам так и не достигли своих целей. Пока в 1821 году американский торговец Уильям Бекнелл впервые добрался из Миссури в Санта-Фе и нарушил существовавшую там монополию французских торговцев из Сент-Луиса.

## История

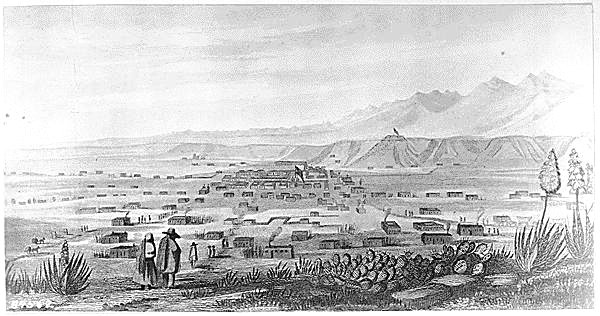
Город Санта-Фе, первая половина XIX века

Джейкоб Фаулер родился в Нью-Йорке в 1765 году. В молодости он приехал в Кентукки. Фаулер имел репутацию опытного геодезиста и много сделал в этом направлении для правительства Соединённых Штатов. Хью Гленн был банкиром и бизнесменом в Огайо. Гленн познакомился с Фаулером, когда они вместе служили в армии США во время Англо-американской войны 1812—1815 годов. После демобилизации полковник Гленн переехал на Индейскую территорию, где открыл торговый пост примерно в миле от устья Вердигрис.
В 1812 году с территории Миссури была предпринята неудачная экспедиция в Саната-Фе. Все её участники были арестованы испанцами, обвинены в том, что находились на испанской территории нелегально и заключены в тюрьму в городе Чиуауа, где их продержали девять лет. В 1821 году двое из них бежали и, спускаясь по рекам Канада и Арканзас, встретили Хью Гленна. Беглецы рассказали ему о богатствах Санта-Фе. Вдохновленный рассказами этих путешественников он задумал совершить экспедицию в Нью-Мексику. Для реализации этого плана Гленн обратился к своему однополчанину Фаулеру. Они договорились сформировать сухопутную экспедицию, которая отправится в Санта-Фе и попытается установить торговые отношения с испанцами.

### Состав и снаряжение
Изначально планировалось, что в экспедиции будет принимать участие 26 человек, но 5 охотников покинуло отряд ещё до момента отправки из торгового поста Гленна.
В состав экспедиции входило 21 человек. Помимо полковника Гленна это были майор Джейкоб Фаулер и его брат Роберт, капитан Натаниэль Прайор, который был со своими людьми Льюисом и Кларком, ещё нескольких американских и французских охотников, индейцы-проводники, чернокожий раб и переводчик испанец. Помимо лошадей участников экспедиции ещё было снаряжено тридцать лошадей и мулов, семнадцать из которых везли товары для торговли с индейцами и мексиканцами. На остальных были погружены продукты, оружие и боеприпасы, а также геодезическое оборудование Фаулера.

### Маршрут

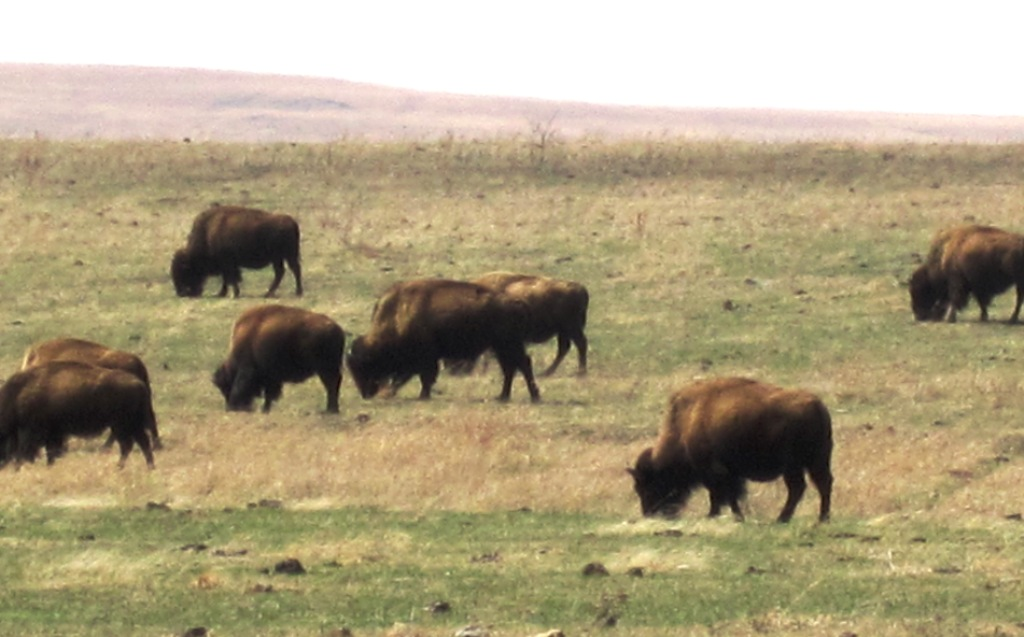
Бизоны в Оклахоме

6 сентября 1821 года, Фаулер с несколькими спутниками покинул Форт-Смит и отправился на торговый пост Гленна. 21 сентября экспедиция из 21 человека выдвинулась на север по течению Вердигрис до слияния с рекой Кейни. Недалеко от нынешнего города Бартлсвилля, участники экспедиции разбили первый лагерь. Затем путешественники направились в долину реки Арканзас и достигли её недалеко от современного Уичито. Затем они последовали вдоль, по течению реки на территорию современного штата Колорадо, где разбила лагерь в устье реки Паргатори.
27 октября экспедиция перешла на южный берег реки Арканзас и вошла на территорию Новой Испании. 30 октября экспедиция остановилась на ночь примерно в 8 милях к западу от Гарден-Сити. Там они обнаружили очень много деревьев, которые по-видимому, были срублены белыми людьми, а также французский торговый лагерь который незадолго до этого был дотла сожжён индейцами. 13 ноября экспедиция достигла Испанских пиков на территории нынешнего юго-восточного Колорадо, где на одного из людей Фаулера — Льюиса Доусона — напал медведь гризли. 16 ноября несмотря на оказанную раненому помощь, он скончался и был похоронен на берегу реки у подножья Испанских пиков. Имущество погибшего по приказу полковника Гленна было распродано.
19 ноября экспедиция встретила отряды индейцев арапахо с которыми удалось наладить дружественные отношения. Поэтому было решено разбить лагерь и задержатся там на несколько дней для того чтобы наладить торговлю с местными жителями. В тот же день в сопровождении отряда индейцев в лагерь прибыл вождь Киауи. После совместной трапезы, вождь отослал большую часть воинов обратно, а сам остался ночевать в лагере оставив лишь трёх телохранителей. На утро вождь предложил участникам экспедиции перебраться на их стоянку и предоставил гостям свой вигвамы.
На следующей неделе они начали встречать большие группы индейцев из племени кайова. Индейцы были настроены враждебно к белым людям, из-за чего наладить торговлю с ними было почти невозможно. Один из вождей кайова обвинил Гленна в том, что тот украл дары которые, якобы были переданы президентом США для вождя. Только вмешательство вождей арапахо спасло участников экспедиции от расправы.
Во второй половине ноября они на месяц расположились лагерем на территории современного округа Отеро, где они занимались отловом и торговлей лошадьми с индейцами арапахо и кайова.

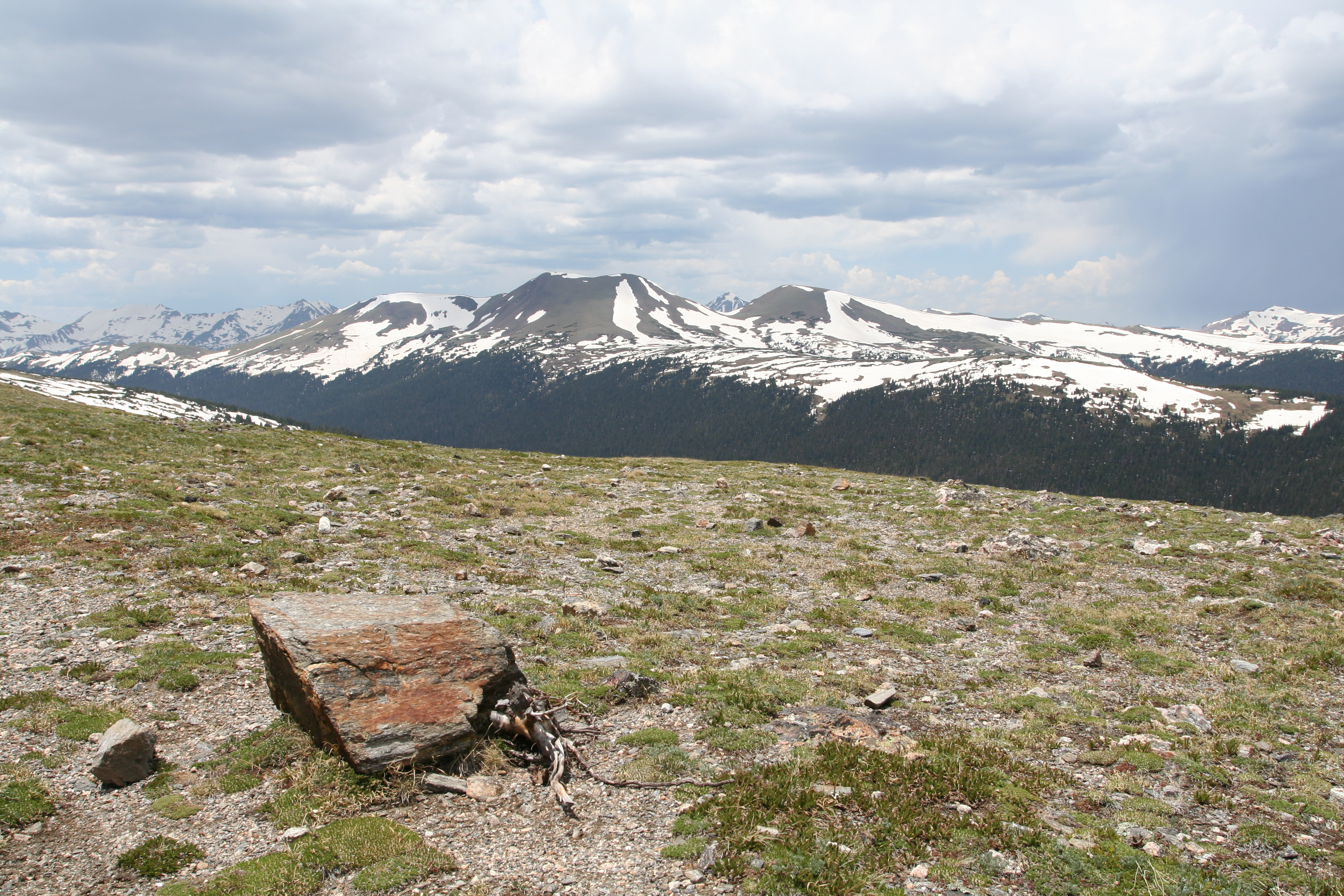
Тундра в Скалистых горах в Колорадо

На Рождество 1821 года они переместили свой лагерь на возвышенность, где их сопровождали арапахо в таком количестве, что Фаулер отмечает, что они съедали по сотне бизонов в день. Группа Фаулера разбила лагерь на месте нынешнего Пуэбло, штат Колорадо. Это было на так называемом Военном пути индейских племён, и его так часто посещало большое количество индейских отрядов, что для защиты группа Фаулера была вынуждена построить бревенчатый дом сначала на южном берегу реки, а затем и по другую сторону. 

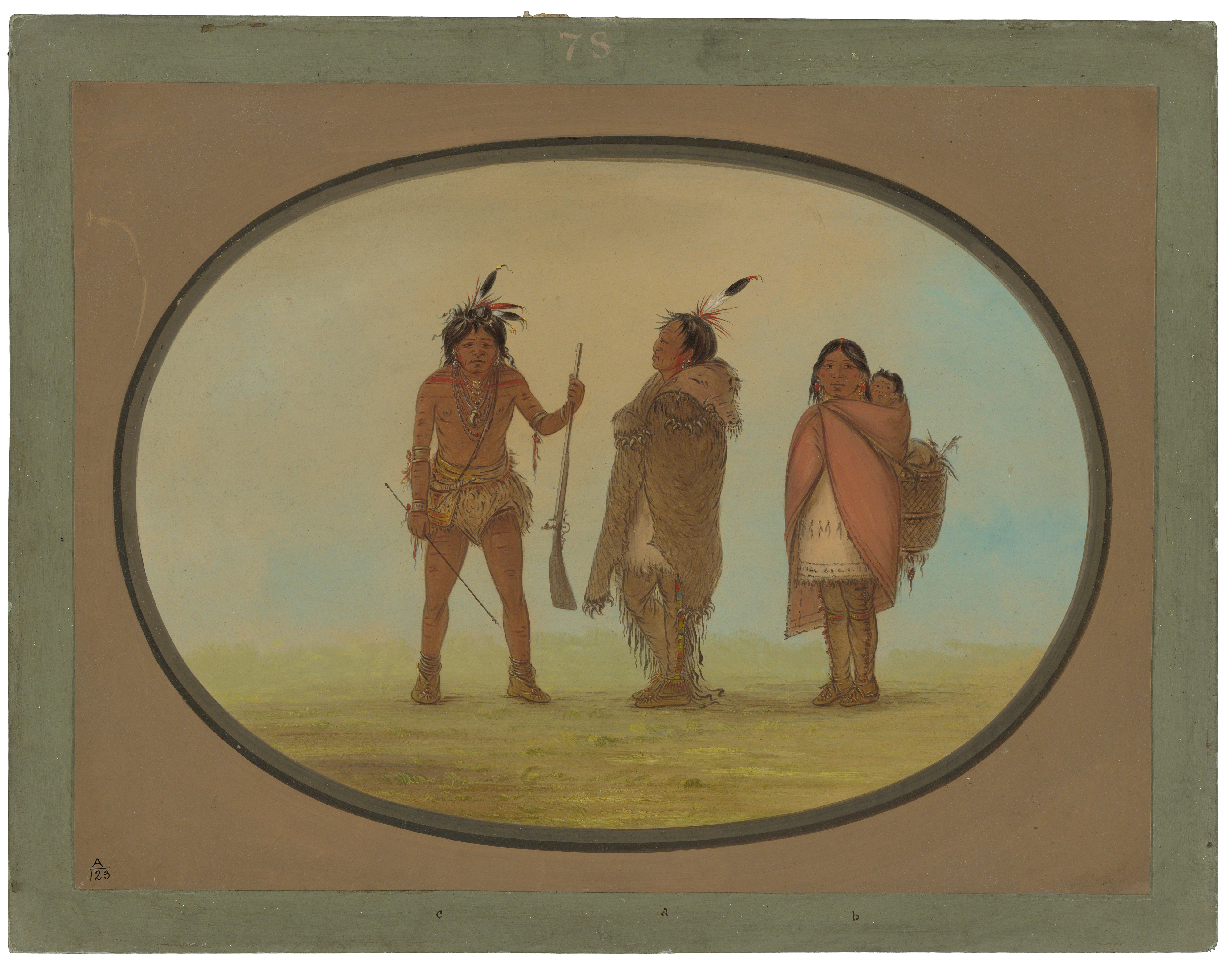
Индейцы арапахо

Они построили также бревенчатый загон для своих лошадей. Их деятельность ограничивалась в основном ловлей бобра, охотой на оленей и бизонов, а также охраной своих лошадей и личного имущества от индейцев.
Двигаясь дальше на юго-восток, 2 января 1822 года достигла Таоса. Там они встретили испанских военных, которые сообщили путешественникам, что эта территория больше не принадлежит Испании, а теперь принадлежит Мексике. Новое мексиканское правительство было радо возможности развития торговли между Мексикой и Соединёнными Штатами. Власти дали участникам экспедиции права на ловлю и охоту на бывших испанских землях. Участники экспедиции на обратном пути, прежде чем покинули территорию Мексики, добыли около 1100 фунтов (500 кг) меха. 1 июня 1822 года экспедиция вернулась на территорию США.